# Анконітанська республіка
Анконітанська республіка  (італ. Repubblica Anconitana) — короткочасна італійська держава, французька сестринська республіка періоду Наполеонівських війн, що існувала в 1797-1798 роках.

## Історія
23 червня 1796 року папа Пій VI підписав у Болоньї угоду з революційною Францією, що дозволило французьким військам окупувати Анкону, в результаті чого в місті поширилися революційні ідеї. 17 листопада 1797 року був підписаний Кампо-Формійський мир, відповідно до якого Анкона повинна була повернутися до складу Папської держави, однак міський муніципалітет проголосив утворення незалежної Анконітанської республіки під протекцією Франції і Цизальпійської республіки.
7 березня 1798 року Анконітанська республіка увійшла до складу Римської республіки.